# Skating to New York
Skating to New York è un film del 2013 diretto da Charles Minsky e tratto da un romanzo di Edmond Stevens.

## Trama
Nel giorno più freddo dell'anno, cinque adolescenti giocatori di hockey decidono di lasciare la loro piccola cittadina canadese e attraversare pattinando il Lago Ontario fino a raggiungere New York.